# 단사 대상
범주론에서 단사 대상(單射對象, 영어: injective object)은 이 대상을 공역으로 삼는 사상의 정의역을 임의로 확장할 수 있는 대상이다. 단사 가군의 개념을 일반화한 개념이다. 마찬가지로, 이에 대한 쌍대 개념인 사영 대상(射影對象, 영어: projective object)은 이 대상을 정의역으로 삼는 사상의 공역을 임의로 확장할 수 있는 대상이다.

## 정의
범주 {\displaystyle {\mathcal {C}}}의 단사 대상은 다음 성질을 만족하는 대상 {\displaystyle Q\in \operatorname {ob} ({\mathcal {C}})}이다.
- 모든 사상 {\displaystyle f\colon A\to Q}와 단사 사상 {\displaystyle h\colon A\hookrightarrow B}에 대하여, {\displaystyle g\circ h=f}인 사상 {\displaystyle g\colon B\to Q}가 존재한다.
{\displaystyle {\begin{matrix}A&{\overset {\forall h}{\hookrightarrow }}&B\\{\scriptstyle \forall f}\downarrow &\swarrow \scriptstyle \exists g\\Q\end{matrix}}}

만약 {\displaystyle {\mathcal {C}}}가 끝 대상 {\displaystyle 1\in {\mathcal {C}}}을 가진다면, 단사 대상 {\displaystyle Q}는 유일한 사상 {\displaystyle Q\to 1}이 모든 단사 사상에 대하여 오른쪽 올림 성질을 만족시키는 대상이다.
마찬가지로, 범주 {\displaystyle {\mathcal {C}}}의 사영 대상은 다음 성질을 만족하는 대상 {\displaystyle P\in \operatorname {ob} ({\mathcal {C}})}이다.
- 모든 사상 {\displaystyle f\colon P\to B}와 전사 사상 {\displaystyle h\colon A\twoheadrightarrow B}에 대하여, {\displaystyle h\circ g=f}인 사상 {\displaystyle g\colon P\to A}가 존재한다.
{\displaystyle {\begin{matrix}&&P\\&{\scriptstyle \exists g}\swarrow &\downarrow \scriptstyle \forall f\\A&{\underset {\forall h}{\twoheadrightarrow }}&B\end{matrix}}}

만약 {\displaystyle {\mathcal {C}}}가 시작 대상 {\displaystyle 0\in {\mathcal {C}}}을 가진다면, 사영 대상 {\displaystyle P}는 유일한 사상 {\displaystyle 0\to P}이 모든 전사 사상에 대하여 왼쪽 올림 성질을 만족시키는 대상이다.
만약 {\displaystyle {\mathcal {C}}} 속의 임의의 대상 {\displaystyle X}에 대하여, {\displaystyle X}에서 어떤 단사 대상으로 가는 단사 사상이 존재한다면, {\displaystyle {\mathcal {C}}}를 단사 대상을 충분히 가지는 범주(單射對象을 充分히 가지는 範疇, 영어: category with enough injective objects)라고 한다.
마찬가지로, 만약 {\displaystyle {\mathcal {C}}} 속의 임의의 대상 {\displaystyle X}에 대하여, 어떤 사영 대상에서 {\displaystyle X}로 가는 전사 사상이 존재한다면, {\displaystyle {\mathcal {C}}}를 사영 대상을 충분히 가지는 범주(射影對象을 充分히 가지는 範疇, 영어: category with enough projective objects)라고 한다.
보다 일반적으로, 단사 사상 또는 전사 사상 대신 다른 종류의 사상 {\displaystyle H}로 유사한 개념을 정의할 수 있다. 이 경우를 {\displaystyle H}-단사 대상(H-injective object) 및 {\displaystyle H}-사영 대상(영어: {\displaystyle H}-projective object)이라고 한다.

### 단사 껍질
단사 대상을 충분히 가지는 범주 {\displaystyle {\mathcal {C}}}에서, 대상 {\displaystyle X}의 단사 껍질(영어: injective hull/envelope) {\displaystyle (\iota ,Q)}는 다음과 같은 데이터로 구성된다.
- {\displaystyle Q}는 단사 대상이다.
- {\displaystyle \iota \colon X\to Q}는 본질적 단사 사상이다.

마찬가지로, 사영 대상을 충분히 가지는 {\displaystyle {\mathcal {C}}}에서, 대상 {\displaystyle X}의 사영 덮개 {\displaystyle (P,\pi )}는 다음과 같은 데이터로 구성된다.
- {\displaystyle P}는 사영 대상이다.
- {\displaystyle \pi \colon P\to X}는 잉여적 전사 사상이다.

## 성질
국소적으로 작은 범주 {\displaystyle {\mathcal {C}}} 속의 대상 {\displaystyle Q}에 대하여 다음 두 조건이 서로 동치이다.
- {\displaystyle Q}는 단사 대상이다.
- 표현 가능 함자 {\displaystyle \hom _{\mathcal {C}}(-,Q)\colon {\mathcal {C}}^{\operatorname {op} }\to \operatorname {Set} }는 전사 사상을 보존한다. 즉, {\displaystyle {\mathcal {C}}^{\operatorname {op} }}의 전사 사상 (={\displaystyle {\mathcal {C}}}의 단사 사상)은 사상 집합의 전사 함수를 유도한다.

국소적으로 작은 범주 {\displaystyle {\mathcal {C}}} 속의 대상 {\displaystyle P}에 대하여 다음 두 조건이 서로 동치이다.
- {\displaystyle P}는 사영 대상이다.
- 표현 가능 함자 {\displaystyle \hom _{\mathcal {C}}(P,-)\colon {\mathcal {C}}\to \operatorname {Set} }는 전사 사상을 보존한다. 즉, {\displaystyle {\mathcal {C}}}의 전사 사상은 사상 집합의 전사 함수를 유도한다.

### 아벨 범주의 경우
아벨 범주 {\displaystyle {\mathcal {A}}} 속의 대상 {\displaystyle Q}에 대하여 다음 두 조건이 서로 동치이다.
- {\displaystyle Q}는 단사 대상이다.
- 함자 {\displaystyle \hom _{\mathcal {A}}(-,Q)\colon {\mathcal {A}}^{\operatorname {op} }\to \operatorname {Ab} }는 완전 함자이다.

아벨 범주 {\displaystyle {\mathcal {A}}} 속의 대상 {\displaystyle P}에 대하여 다음 두 조건이 서로 동치이다.
- {\displaystyle P}는 사영 대상이다.
- 함자 {\displaystyle \hom _{\mathcal {A}}(P,-)\colon {\mathcal {A}}\to \operatorname {Ab} }는 완전 함자이다.

아벨 범주 {\displaystyle {\mathcal {A}}} 속의 짧은 완전열
{\displaystyle 0\to A\to B\to C\to 0}
이 주어졌다고 하자.
- 만약 {\displaystyle A}가 단사 대상이라면,
  - 이 짧은 완전열은 분할 완전열이다.
  - {\displaystyle B}와 {\displaystyle C} 둘 다 단사 대상이거나 둘 다 단사 대상이 아니다. (이는 {\displaystyle B\cong A\oplus C}이기 때문이다.)
- 만약 {\displaystyle C}가 사영 대상이라면,
  - 이 짧은 완전열은 분할 완전열이다.
  - {\displaystyle A}와 {\displaystyle B} 둘 다 사영 대상이거나 둘 다 사영 대상이 아니다. (이는 {\displaystyle B\cong A\oplus C}이기 때문이다.)

### 분할의 충분 조건
임의의 범주에서, 정의역이 단사 대상인 단사 사상은 분할 단사 사상이다. 마찬가지로, 임의의 범주에서, 공역이 사영 대상인 전사 사상은 분할 전사 사상이다. 다시 말해, 어떤 대상의 부분 대상이 단사 대상이라면 이는 항상 분할 부분 대상이며, 어떤 대상의 몫 대상이 사영 대상이라면 이는 항상 분할 몫 대상이다.

### 연산에 대한 닫힘
단사 대상의 분할 부분 대상(=분할 몫 대상)은 단사 대상이다. 마찬가지로, 사영 대상의 분할 부분 대상(=분할 몫 대상)은 사영 대상이다.
증명:
단사 대상 {\displaystyle Q_{1}\in {\mathcal {C}}} 및 분할 부분 대상
{\displaystyle i\colon Q_{2}\to Q_{1}}
{\displaystyle r\colon Q_{1}\to Q_{2}}
{\displaystyle r\circ i=\operatorname {id} _{Q_{2}}}
이 주어졌다고 하자. 임의의 사상 {\displaystyle f\colon X\to Q_{2}} 및 단사 사상 {\displaystyle g\colon X\to Y}에 대하여, 다음 가환 그림을 생각하자.
{\displaystyle {\begin{matrix}Q_{2}\\{\scriptstyle \operatorname {id} }\uparrow &\nwarrow {\scriptstyle r}\\Q_{2}&{\underset {i}{\rightarrow }}&Q_{1}\\{\scriptstyle f}\uparrow &&\uparrow {\scriptstyle h}\\X&{\underset {g}{\hookrightarrow }}&Y\end{matrix}}}
{\displaystyle Q_{1}}이 단사 대상이므로, {\displaystyle h\circ g=i\circ f}인 사상 {\displaystyle h\colon Y\to Q_{1}}이 존재한다. 이 경우, 사상 {\displaystyle r\circ h\colon Y\to Q_{2}}는
{\displaystyle (r\circ h)\circ g=r\circ (h\circ g)=r\circ (i\circ f)=(r\circ i)\circ f=f}
를 만족시킨다. 따라서, {\displaystyle Q_{2}}는 단사 대상이다.
사영 대상의 경우의 증명은 유사하다.
단사 대상들의 곱은 단사 대상이다. 마찬가지로, 사영 대상들의 쌍대곱은 사영 대상이다.

### 섀뉴얼 보조정리
아벨 범주 {\displaystyle {\mathcal {A}}}에서 대상 {\displaystyle A_{0}=A'_{0}} 및 두 완전열
{\displaystyle 0\to A_{n}\to \cdots \to A_{1}\to A_{0}\to 0}
{\displaystyle 0\to A'_{n}\to \cdots \to A'_{1}\to A'_{0}\to 0}
이 주어졌으며, 다음이 성립한다고 하자.
- {\displaystyle A_{1},\dots ,A_{n-1}}은 사영 대상이다.
- {\displaystyle A'_{1},\dots ,A'_{n-1}} 역시 사영 대상이다.

그렇다면, 섀뉴얼 보조정리(영어: Schanuel’s lemma)에 따르면 다음이 성립한다.
- 만약 {\displaystyle n}이 짝수라면,
{\displaystyle A_{n}\oplus A'_{n-1}\oplus A_{n-2}\oplus \cdots \oplus A_{1}\cong A'_{n}\oplus A_{n-1}\oplus A'_{n-2}\oplus \cdots \oplus A'_{2}\oplus A_{1}}
- 만약 {\displaystyle n}이 홀수라면,
{\displaystyle A_{n}\oplus A'_{n-1}\oplus A_{n-2}\oplus \cdots \oplus A_{1}'\cong A'_{n}\oplus A_{n-1}\oplus A'_{n-2}\oplus \cdots \oplus A_{2}\oplus A'_{1}}

마찬가지로, 대상 {\displaystyle A_{0}=A'_{0}} 및 두 완전열
{\displaystyle 0\leftarrow A_{n}\leftarrow \cdots \leftarrow A_{1}\leftarrow A_{0}\leftarrow 0}
{\displaystyle 0\leftarrow A'_{n}\leftarrow \cdots \leftarrow A'_{1}\leftarrow A'_{0}\leftarrow 0}
이 주어졌을 때, 만약 {\displaystyle A_{1},A_{2},\dots ,A_{n-1}} 및 {\displaystyle A'_{1},A'_{2},\dots ,A'_{n-1}}이 단사 대상이라면, 다음이 성립한다.
- 만약 {\displaystyle n}이 짝수라면,
{\displaystyle A_{n}\oplus A'_{n-1}\oplus A_{n-2}\oplus \cdots \oplus A_{1}\cong A'_{n}\oplus A_{n-1}\oplus A'_{n-2}\oplus \cdots \oplus A'_{2}\oplus A_{1}}
- 만약 {\displaystyle n}이 홀수라면,
{\displaystyle A_{n}\oplus A'_{n-1}\oplus A_{n-2}\oplus \cdots \oplus A_{1}'\cong A'_{n}\oplus A_{n-1}\oplus A'_{n-2}\oplus \cdots \oplus A_{2}\oplus A'_{1}}

## 예
일부 범주에서 단사 대상 및 사영 대상들은 다음과 같다. (이 가운데 일부는 선택 공리를 필요로 한다.)
| 범주 | 아벨 범주? | 단사 대상을 충분히 가짐? | 단사 대상                  | 사영 대상을 충분히 가짐? | 사영 대상                  |
| --- | ---------- | ------------------------ | -------------------------- | ------------------------ | -------------------------- |
| 아벨 군의 범주 {\displaystyle \operatorname {Ab} }                                                                      | 예         | 예                       | 나눗셈군                   | 예                       | 자유 아벨 군               |
| 유한 아벨 군의 범주 {\displaystyle \operatorname {finAb} }                                                              | 예         | 아니오                   | 자명군:620, Example IX.5.6 | 아니오                   | 자명군:620, Example IX.5.6 |
| 유한 생성 아벨 군의 범주 {\displaystyle \operatorname {fgAb} }                                                          | 예         | 아니오                   | 자명군:Exercise 8.1:620    | 예                       | 유한 생성 자유 아벨 군     |
| 환 {\displaystyle R}에 대한 왼쪽 가군들의 범주 {\displaystyle R{\text{-Mod}}}                                           | 예         | 예                       | 단사 가군                  | 예                       | 사영 가군                  |
| 환 {\displaystyle R}에 대한 왼쪽 유한 생성 가군들의 범주 {\displaystyle R{\text{-fgMod}}}                               | 예         | 아닐 수 있음             | 유한 생성 단사 가군        | 예                       | 유한 생성 사영 가군        |
| 체 {\displaystyle K} 위의 벡터 공간의 범주 {\displaystyle \operatorname {Vect} _{K}}                                    | 예         | 예                       | 모든 벡터 공간             | 예                       | 모든 벡터 공간             |
| 작은 위치 {\displaystyle X} 위의 아벨 군 값을 갖는 층의 범주 {\displaystyle \operatorname {Sh} (X,\operatorname {Ab} )} | 예         | 예                       | 단사층                     | 아닐 수 있음             | (이름이 없음)              |
| 환 달린 공간 {\displaystyle (X,{\mathcal {O}}_{X})} 위의 가군층의 범주 {\displaystyle {\mathcal {O}}_{X}{\text{-Mod}}}  | 예         | 예                       | 단사 가군층                | 아닐 수 있음             | (이름이 없음)              |
| 대수다양체 {\displaystyle X} 위의 준연접층의 범주 {\displaystyle \operatorname {QCoh} (V)}                              | 예         | 예                       | 단사 가군층인 준연접층     | 아닐 수 있음             | (이름이 없음)              |
| 대수다양체 {\displaystyle X} 위의 연접층의 범주 {\displaystyle \operatorname {Coh} (V)}                                 | 예         | 아닐 수 있음             | 단사 연접층                | 아닐 수 있음             | (이름이 없음)              |
| 집합의 범주 {\displaystyle \operatorname {Set} }                                                                        | 아니오     | 예                       | 공집합이 아닌 집합         | 예                       | 모든 집합                  |
| 유한 집합의 범주 {\displaystyle \operatorname {finSet} }                                                                | 아니오     | 예                       | 공집합이 아닌 유한 집합    | 예                       | 모든 유한 집합             |
| 군의 범주 {\displaystyle \operatorname {Grp} }                                                                          | 아니오     | 아니오                   | 자명군                     | 예                       | 자유군:2, Corollary I.1.5  |
| 위상 공간의 범주 {\displaystyle \operatorname {Top} }                                                                   | 아니오     | 예                       | 공집합이 아닌 비이산 공간  | 예                       | 이산 공간                  |

국소 연결 공간 {\displaystyle X}에 대하여 다음 두 조건이 서로 동치이다.
- {\displaystyle \operatorname {Sh} (X,\operatorname {Ab} )}는 사영 대상을 충분히 가진다.
- {\displaystyle X}는 알렉산드로프 공간이다. 즉, (무한 개일 수 있는) 임의의 수의 열린집합들의 교집합은 열린집합이다.

고립점이 없는 국소 연결 하우스도르프 공간 위의, 아벨 군 값의 층 가운데 사영 대상인 것은 자명군 상수층 {\displaystyle {\underline {0}}} 밖에 없다.:30–31, Exercise I.4
모든 토포스는 단사 대상을 충분히 가진다. 토포스에서 임의의 대상 {\displaystyle X}의 멱대상 {\displaystyle {\mathcal {P}}(X)}는 단사 대상이며, 단사 사상 {\displaystyle X\hookrightarrow {\mathcal {P}}(X)}이 존재한다.

## 역사
섀뉴얼 정리는 스티븐 섀뉴얼이 증명하였다. 이에 대하여 어빙 커플랜스키는 다음과 같이 적었다.
| “ | 강의 초에 나는 가군의 1단계 분해를 구성하였고, 또 만약 핵이 한 분해에서 사영 대상이라면 모든 분해에서 사영 대상이라고 말하였다. 나는 덧붙여서 이 명제는 단순하며 간단하지만 증명하기에는 약간 시간이 걸린다고 말했다. 그때, 스티브 섀뉴얼이 일어나서 사실 이는 아주 증명하기 쉽다고 말하고는, 오늘날 "섀뉴얼 보조정리"라고 알려진 이 사실을 간략히 증명하였다. 이틀 동안 대여섯 번의 토론 뒤 그의 증명 스케치가 옳다는 것이 확실해졌다. 이후, 사실 문헌에 이와 비슷한 결과들이 이미 여러 번 출판되었다는 사실이 밝혀졌다. […] 그러나 섀뉴얼은 이 정리를 올바르게 제시하였으며, 또 이를 사용하여 호몰로지 차원의 이론을 전개할 수 있다는 사실을 알아차렸으므로, 그의 이름을 붙여도 마땅하다. (나는 그의 발견에 촉매로 작용하였음을 약간이나마 자랑삼을 수 있겠다.) Early in the course I formed a one-step projective resolution of a module, and remarked that if the kernel was projective in one resolution it was projective in all. I added that, although the statement was so simple and straightforward, it would be a while before we proved it. Steve Schanuel spoke up and told me and the class that it was quite easy, and thereupon sketched what has come to be known as “Schanuel's lemma”. It took a couple of days and a half-dozen conversations before the proof was fully in hand. Subsequently it became quite apparent that quite a few anticipations could be found in the literature. […] However, Schanuel deserves full credit for stating it the right way and for realizing it could lead to a theory of homological dimension (I will take a little credit for acting as a catalyst). | ” |
|   | — :165, Part III |   |